# Tuffalun
Tuffalun es una comuna nueva francesa situada en el departamento de Maine y Loira, de la región de Países del Loira.

## Historia
Fue creada el 1 de enero de 2016, en aplicación de una resolución del prefecto de Maine y Loira de 17 de diciembre de 2015 con la unión de las comunas de Ambillou-Château, Louerre y Noyant-la-Plaine, pasando a estar el ayuntamiento en la antigua comuna de Ambillou-Château.

## Demografía
| Gráfica de evolución demográfica de Tuffalun entre 1800 y 2013 |
|                                                                |

Los datos entre 1800 y 2013 son el resultado de sumar los parciales de las tres comunas que forman la nueva comuna de Tuffalun, cuyos datos se han cogido de 1800 a 1999, para las comunas de Ambillou-Château, Louerre y Noyant-la-Plaine de la página francesa EHESS/Cassini. Los demás datos se han cogido de la página del INSEE.

## Composición
| Comuna delegada  | Código INSEE | Población (2013) | Superficie (km²) | Densidad (hab./km²) |
| ---------------- | ------------ | ---------------- | ---------------- | ------------------- |
| Ambillou-Château | 49003        | 941              | 19.99            | 47                  |
| Louerre          | 49181        | 485              | 14.44            | 34                  |
| Noyant-la-Plaine | 49230        | 352              | 4.99             | 71                  |